# Bellulia hanae
Bellulia hanae là một loài bướm đêm thuộc họ Erebidae. Nó được tìm thấy ở Quảng Tây và Quảng Đông ở Trung Quốc.
Sải cánh dài khoảng 12 mm. Cánh trước khá hẹp và màu nâu. Cánh dưới màu nâu hơi xám.